# Antonio Colom
Antonio Colom Mas (Bunyola, 11 maggio 1978) è un ex ciclista su strada spagnolo, professionista dal 1999 al 2009.

## Carriera
Ciclista completo ed adatto alle brevi competizioni a tappe, passò professionista nel 1999 con il team Amica Chips-Costa de Almería. Ottenne la prima vittoria nel 2002, quando si aggiudicò la classifica finale della Vuelta a Andalucía; negli anni seguenti riuscì ad imporsi anche in tre prove del Challenge de Mallorca (vincendo due volte la classifica combinata finale) e nella Volta a la Comunitat Valenciana, oltre che in una tappa del Critérium du Dauphiné Libéré 2007 e in una della Parigi-Nizza 2009. Nei grandi Giri andò invece a ricoprire compiti di gregariato, in appoggio ai propri capitani.
Il 9 giugno 2009 risultò positivo ad un controllo antidoping, effettuato a sorpresa il 2 aprile dopo un allenamento, nel quale vennero evidenziate tracce di EPO nel sangue. Venne immediatamente sospeso dalla sua squadra, il Team Katusha, in attesa delle controanalisi. Successivamente squalificato dalla Federciclismo spagnola per due anni, fino all'aprile 2011, non ritornò più alle competizioni professionistiche, concludendo così la carriera.

## Palmarès
- 2002

Classifica generale Vuelta a Andalucía
- 2004

Classifica generale Challenge de Mallorca
1ª tappa Volta a la Comunitat Valenciana
- 2005

Trofeo Calvia
- 2006

4ª tappa Volta a la Comunitat Valenciana (Alzira > El Campello)
Classifica generale Volta a la Comunitat Valenciana
- 2007

Trofeo Sóller
5ª tappa Critérium du Dauphiné Libéré (Nyons > Digne-les-Bains)
- 2009

Trofeo Inca
Classifica generale Challenge de Mallorca
3ª tappa Volta ao Algarve (Vila Real de Santo António > Alto Do Malhão)
8ª tappa Parigi-Nizza (Nizza > Nizza)

### Altri successi
- 2001

Classifica scalatori Setmana Catalana
- 2004

Classifica combinata Volta a la Comunitat Valenciana

## Piazzamenti

### Grandi Giri
- Giro d'Italia

2008: 25º
- Tour de France

2007: non partito (16ª tappa)
- Vuelta a España

2002: ritirato (16ª tappa)
2004: 101º